# 1566
15666 (MDLXVI) a fost un an comun al calendarului iulian, care a început într-o zi de marți.

## Nașteri
- 27 decembrie: Jan Jessenius, medic slovac (d. 1621)

## Decese
- 2 iulie: Nostradamus (n. Michel de Nostradame), 62 ani, medic, astrolog, clarvăzător francez (n. 1503)
- 5 septembrie: Soliman Magnificul, 71 ani, sultan al Imperilui Otoman (n. 1494)